# Redemption – Stunde der Vergeltung
Redemption – Stunde der Vergeltung (Originaltitel: Hummingbird, dt. Kolibri) ist ein britisches Action-Drama aus dem Jahr 2013. Er wurde am 29. November 2013 in Deutschland auf DVD und Blu-ray veröffentlicht, ohne vorher in den deutschen Kinos gezeigt worden zu sein. Im Vereinigten Königreich, Frankreich und den Vereinigten Staaten wurde er am 28. Juli 2013 veröffentlicht.

## Handlung
Joey ist ein ehemaliger Special-Forces-Soldat. Nachdem er bei einem Einsatz in Afghanistan Kriegsverbrechen begangen hat, ist er von seiner Einheit desertiert und versteckt sich nun vor dem Militärgericht als Obdachloser in den Straßen von London. Seine traumatischen Erlebnisse aus dem Krieg versucht er mit Alkohol und Drogen zu betäuben. Eines Abends wird er überfallen und zusammengeschlagen, kann jedoch flüchten und rettet sich in das Apartment eines wohlhabenden Mannes. Da dieser für mehrere Monate verreist ist, beschließt Joey hier vorübergehend zu wohnen. Mit einer Geldkarte und PIN, die er in der Post findet, hebt er Geld von dessen Konto ab. Den neuen Wohlstand setzt er zunächst in Alkohol und Drogen um, beschließt aber kurz darauf, sein Leben wieder in Ordnung zu bringen. Er sucht sich eine Anstellung als Tellerwäscher, steigt aber schnell zum Geldeintreiber und Schläger des chinesischen Mafioso Mr. Choy auf. Währenddessen freundet er sich mit der Nonne und Obdachlosenbetreuerin Cristina an. Als Isabel, eine Bekannte von der Straße, tot in der Themse aufgefunden wird, nutzt Joey seine Kontakte aus der Unterwelt, um den Mörder zu finden und Isabel zu rächen.

## Kritiken
Der Film bekam gemischte Kritiken. Die Webseite Rotten Tomatoes berichtete, dass 23 von 48 Kritiken (48 %) positiv ausgefallen sind. Auf der Seite Metacritic bekam der Film eine Wertung von 43 % basierend auf 14 Kritiken.

„Im Gegensatz zu Crank, einem weiteren Actioner mit Statham in der Hauptrolle, betäubt dieser ungewöhnlich nachdenkliche Film sein Publikum nicht bloß mit langweiliger Action. Natürlich hat Redemption trotzdem einige Schlägereien und Verfolgungsjagden zu bieten.“

„Zum Teil als düstere Charakter-Studie und zum Teil als Rache-Thriller angelegt, fehlt es Steven Knights Debüt, um ihn ernst zu nehmen, an thematischer Tiefe. Nebenbei weist der Film nicht die hochbrisante Action, welche die Fans der Stars erwartet hätten, auf.“